# رسمی‌بندی

طرح یک خط معقلی شش بندی: از خطوط با قاعده است که پس از خط معقلی پدید آمد، این خط از ترکیب کاشی‌های شش ضلعی کوچک حاصل شده و به صورت یک رگی یا سه رگی در زمینه شش ضلعی به وجود می‌آید.

رسمی‌بندی شیوه‌ای از کاربندی است که بر اثر تقاطع چند قوس به وجود آمده روی ترنبه‌ها و پا باریک‌ها به وجود می‌آید.